# Comarca da Mariña Oriental
A Mariña Oriental is een comarca van de Spaanse provincie Lugo, gelegen in de autonome regio Galicië. De hoofdstad is Ribadeo.

## Gemeenten
Barreiros, A Pontenova, Ribadeo en Trabada.